# Dolph Lundgren
Pour les articles homonymes, voir Lundgren.
Hans Lundgren, dit Dolph Lundgren (en suédois : [ˈdɔlːf ˈlɵnːdgreːn], en anglais : [ˈdɑlf ˈlʌndɡɹən]), est un acteur, réalisateur, scénariste et producteur de cinéma americano-suédois, né le 3 novembre 1957 à Stockholm (Suède).
S'intéressant aux arts martiaux dès son plus jeune âge, il est 4ème dan de karaté kyokushin et devient champion d'Europe de la discipline en 1980 et 1981. En 1982, alors qu'il étudie pour obtenir une maîtrise, il devient le petit ami de la chanteuse Grace Jones, déménage à New York avec elle et commence à suivre des cours de théâtre. En 1985, il joue son rôle emblématique en incarnant l'antagoniste principal, l'imposant boxeur soviétique Ivan Drago, dans Rocky 4 de Sylvester Stallone.
Il tient ensuite des rôles principaux dans plus de 80 films d'action, tels que Les Maîtres de l'Univers (1987), Le Scorpion rouge (1988), Punisher (1989), Dark Angel (1990), Dans les griffes du Dragon rouge (1991), Au-dessus de la loi (1993), L'Homme de guerre (1994), Tireur en péril (1996) et Blackjack (1998). De plus, il continue à jouer les antagonistes principaux dans Universal Soldier (1992) face à Jean-Claude Van Damme, et Johnny Mnemonic (1995) face à Keanu Reeves. Dans les années 2000, il apparaît principalement dans des films sortant directement en vidéo. Pendant ce temps, il commence à réaliser ses propres films dans lesquels il tient le premier rôle avec La Sentinelle (2004), The Mechanik (2005), Missionary Man (2007), Commando d'élite (2009), Icarus (2010), Piège de métal (en) (2021) et Wanted Man (en) (2024).
Il revient sur le devant de la scène en 2010 avec le rôle de Gunner Jensen dans Expendables : Unité spéciale de Sylvester Stallone aux côtés d'autres anciennes stars du cinéma d'action. Il reprend son rôle dans ses suites, ainsi que celui d'Ivan Drago dans Creed 2 (2018). Il tient également des rôles notables dans la saison 5 d'Arrow (2017), Aquaman (2018) de James Wan, Les Minions 2 : Il était une fois Gru (2022) de Kyle Balda, et d'autres.

## Biographie

### Jeunesse et formation
Né le 3 novembre 1957 à Stockholm d'une mère professeur de langues (Sigrid) et d'un père suédois ingénieur et économiste (Karl), Dolph Lundgren suit les cours du prestigieux Institut royal de technologie de sa ville natale où il obtient une maîtrise en chimie. Cadet d'une famille de quatre enfants, il se consacre à ses études. « J'ai passé tant de temps à potasser les livres que je devrais avoir une tache d'encre indélébile au bout de mon nez » sourit-il. « À l'époque je voulais imiter mon père et m'engager dans une carrière d'ingénieur. Loin de moi toute pensée concernant le cinéma et le show business en général ».
Grâce à une bourse, il quitte son pays en 1977 pour une année afin de poursuivre ses études à l'université d'État de Washington. Il revient ensuite en Suède et décroche son diplôme de l'Institut royal de technologie. Après son service militaire dans la marine, il suit les cours des universités de Sydney puis de Boston, aidé en cela par des bourses d'études (dont un programme Fulbright pour le prestigieux M.I.T. (Massachusetts Institute of Technology)).
À l'âge de seize ans, il se tourne vers les arts martiaux. Après avoir essayé le judo, il s'engage dans la pratique du karaté, d'abord dans le style gōjū-ryū, puis dans un style plus axé sur le combat à frappes réelles, le kyokushinkai. Il commence la compétition de haut niveau en 1979, avant même d'être ceinture noire (qu'il obtient en 1981), et participe au deuxième championnat mondial, où il figure parmi les trente-deux derniers compétiteurs (perdant contre le champion en titre après plusieurs prolongations). Il accumule ensuite des titres nationaux, gagnant notamment le British Open en 1980 et 1981 — qui avait valeur à l'époque de championnat de niveau européen — puis l'Open d'Australie en 1982. Pour les besoins du film Pentathlon, sorti en 1994, il s'entraîne avec l'équipe américaine de pentathlon en 1993. C'est ce qui lui permet de participer aux Jeux olympiques d'Atlanta en 1996 en tant que capitaine (honorifique) de l'équipe américaine.
Refusant les propositions des plus grands managers de boxe aux États-Unis, il pense encore se consacrer aux études lorsqu'il rencontre le professeur d'art dramatique Warren Robertson, disciple de Lee Strasberg, un des fondateurs de l'Actors Studio. Il décide de devenir acteur et obtient le rôle d'un agent du KGB dans Dangereusement vôtre par l'intermédiaire de son flirt du moment, la chanteuse Grace Jones. Cette modeste participation marque ses débuts cinématographiques. Des débuts qui auraient pu se faire avec Rambo 2 : La Mission, film pour lequel il a auditionné. Mais Sylvester Stallone a préféré qu'il joue dans Rocky 4 et ce, malgré les réticences des équipes de casting. Le choix est judicieux puisque Lundgren interprète son rôle de manière magistrale, ce qui lui permet de devenir du jour au lendemain l'un des plus grands espoirs du cinéma d'action.

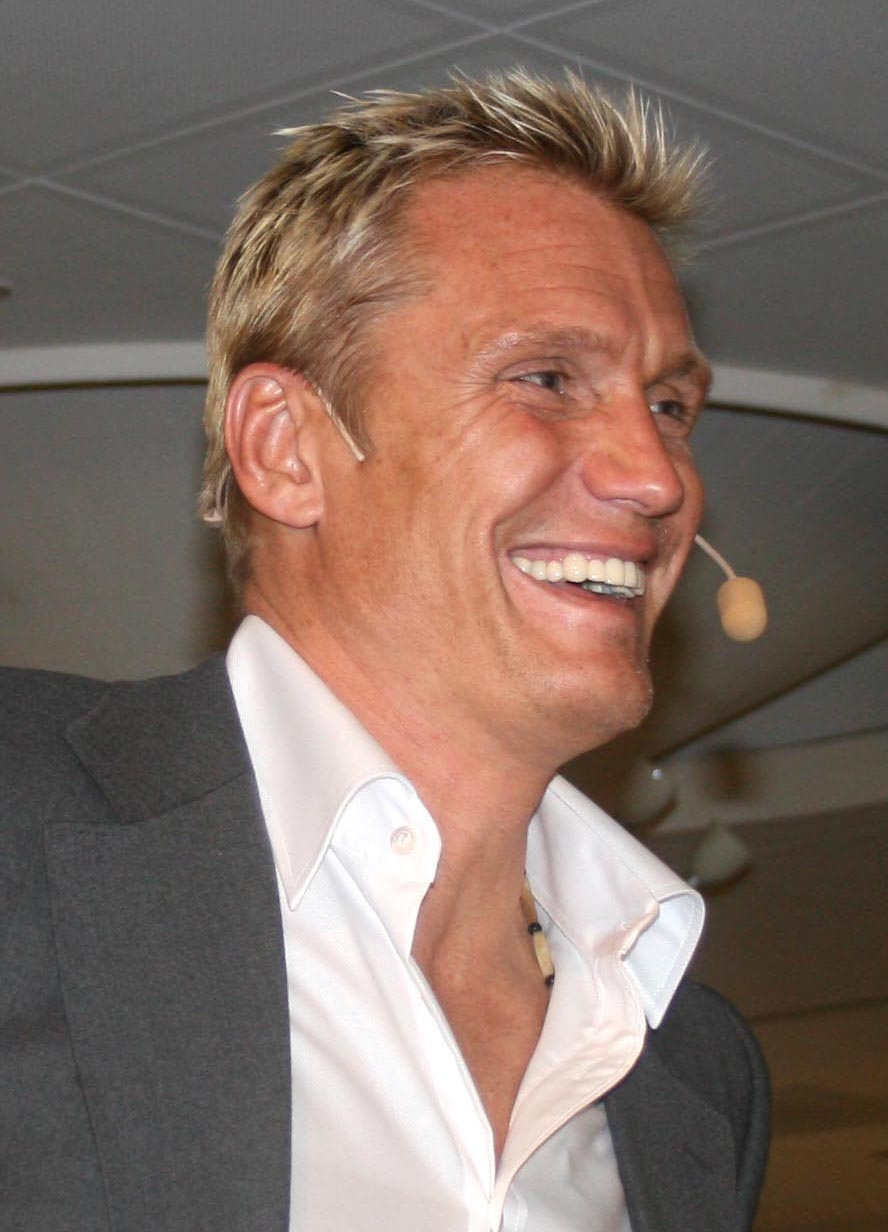
Dolph Lundgren, le 25 avril 2006.

### Études
Dolph Lundgren commence ses nombreuses études dans une grande école suédoise, l'Institut royal de technologie. Après son service militaire, il continue ses études dans diverses grandes écoles (dont une importante partie aux États-Unis) et obtient, en 1982, une maîtrise en génie chimique à l'université de Sydney. En 1983, il est accepté à l'Institut de technologie du Massachusetts. C'est au cours de la même année qu'il décide de s'installer à New York avec la chanteuse Grace Jones et de prendre des cours de théâtre.

### Arts martiaux et sports
Son premier contact se fait au travers du judo à 14 ans. Il arrête un an plus tard pour passer au karaté, de style goju-ryu, puis kyokushinkai. Il continue de s'entraîner tout au long de ses études. C'est au cours de son service militaire qu'il rencontre son professeur, Brian Fitkin, champion du monde par équipe.
En 1979, alors qu'il est seulement ceinture verte, il est sélectionné pour participer aux championnats du monde de karaté kyokushinkai, où il perd face au champion en titre après plusieurs prolongations et décision contestée. Capitaine de l'équipe suédoise, il gagne des titres européens de karaté en 1980 et 1981, et remporte l'Open d'Australie en 1982.
C'est en Australie qu'il rencontre Grace Jones, alors qu'il travaille à la sécurité lors d'un concert de la chanteuse. Ils entament rapidement une relation et il part vivre avec elle à New York pendant plusieurs années.
Après Rocky 4, il tourne une cassette vidéo de remise en forme, Maximum Potential, sortie en 1987.
Il est choisi en 1996 pour être le capitaine de l'équipe américaine de pentathlon aux Jeux olympiques d'Atlanta.
En 2011, il publie en Suède un livre de fitness (en partie autobiographique), Fit Forever.

### Carrière
Son premier rôle au cinéma est en 1985 dans un James Bond, Dangereusement vôtre, aux côtés de Roger Moore, Christopher Walken et de sa petite amie de l'époque, Grace Jones.
Mais il se fait remarquer dans Rocky 4 aux côtés de Sylvester Stallone et Brigitte Nielsen, où il incarne Ivan Drago, impressionnant boxeur russe de 1,96 m, qui doit battre Rocky. Il obtient le rôle après un casting regroupant plus de 5 000 participants. Il est resté ami avec Sylvester Stallone depuis le tournage du film.
Un bon nombre de producteurs hollywoodiens sont impressionnés par sa carrure et c'est ainsi qu'il décroche le rôle de Musclor, l'année suivante, dans Les Maîtres de l'univers. Ce film, adapté d'une ligne de jouets et d'une série animée à succès des années 1980, est un semi-échec.
Il sort une cassette vidéo de mise en forme intitulée Maximum Potential en 1987.
Malgré un charisme certain, la carrière de l'acteur en tant que vedette ne décolle jamais vraiment. Le Scorpion rouge, Punisher en 1989 ou encore Dark Angel en 1990 sont des demi-échecs, tout comme Envoyé Spécial. La Warner fait appel à lui pour incarner l'un des deux héros de Dans les griffes du Dragon rouge. Il fait équipe avec Brandon Lee, dont le studio tente de faire une nouvelle superstar à l'image de son père, Bruce Lee. Le film, remonté et mal distribué par le studio aux États-Unis, est un échec et n'est ensuite distribué qu'en vidéo dans le reste du monde.
Lundgren parvient à relancer sa carrière, aux côtés de Jean-Claude Van Damme, dans Universal Soldier. Le film remplit les salles un peu partout dans le monde[réf. nécessaire] et de nombreuses critiques estiment qu'il éclipse son partenaire[réf. nécessaire].
L'un de ses derniers films à être distribué en salles en France est L'Homme de guerre en 1995, qui reçoit un très bon accueil critique[réf. nécessaire] malgré un énième échec commercial. Johnny Mnemonic, sorti la même année, avec Keanu Reeves et Takeshi Kitano, est un échec critique (malgré les éloges pour Lundgren) et commercial.
Si Lundgren ne parvient pas à égaler le succès des principaux acteurs de films d'action de l'époque (Stallone, Schwarzenegger, Van Damme), ses films trouvent néanmoins un public dans les vidéos-clubs, et un noyau de fans extrêmement fidèles se développe peu à peu.
Il commence donc à enchaîner les « direct-to-video ». Des films tels que Tireur en péril de Russell Mulcahy (d'abord sorti en France en VHS/DVD sous le titre Assassin Warrior, qui est sorti en salles en Italie et en Asie), État d'urgence de Frédéric Forestier (sorti en salles en Italie et en Asie) ou encore Les Démineurs sortent du lot, tout comme Blackjack, réalisé par John Woo. Dans les années qui suivent, des œuvres atypiques comme Jill the Killer d'Anthony Hickox ou Témoins en sursis retiennent l'attention.
À compter de 2004, Lundgren relance sa carrière en devenant réalisateur. Il tourne La Sentinelle (d'abord sorti en France en DVD sous son titre original The Defender) en remplaçant au pied levé son réalisateur initial, Sidney J. Furie, qui doit quitter le projet pour raisons de santé. Encouragé par le résultat, Lundgren réalise The Mechanik, Missionary Man, Commando d'Élite et Icarus, des séries B bien accueillies malgré des budgets toujours modestes.
Pour le grand public, Lundgren a surtout fait un retour remarqué en 2010 grâce au film Expendables : Unité spéciale (The Expendables). Il y retrouve Sylvester Stallone, 25 ans après Rocky 4. C'est la plus grosse production sur laquelle il a travaillé, et son premier film sorti en salles en France depuis The Shooter, en 1996.
Sur la période 2010-2011, Lundgren tourne dans les films King Rising 2 (In The Name Of The King 2) de Uwe Boll, Small Apartments de Jonas Åkerlund (avec James Caan, Johnny Knoxville et Billy Crystal), Piégés (Stash House) d'Eduardo Rodriguez, produit par Joel Silver, Universal Soldier : Le Jour du jugement de John Hyams (avec Scott Adkins et Jean-Claude Van Damme) et Shoot the Killer (One In the Chamber) de William Kaufman avec Cuba Gooding Jr. Il reprend aussi son rôle de Gunnar Jensen pour Expendables 2 : Unité spéciale (The Expendables 2), sorti le 22 août 2012.
Il a depuis tourné les films Dette de Sang (The Package) de Jesse V. Johnson avec Steve Austin, La Crypte du dragon avec Scott Adkins, Battle of the Damned, le jeu télévisé Race to The Scene dont il est le présentateur, Hard Rush (Ambushed) (avec Vinnie Jones et Randy Couture), Blood of Redemption (avec Vinnie Jones et Billy Zane).
En 2011 paraît Fit Forever, son livre de fitness autobiographique, qui sort en 2014 sous le titre Train Like An Action Hero aux Etats-Unis.
En octobre 2012, il est choisi pour interpréter le rôle principal de la série télévisée SAF3, dont le tournage a lieu en été/automne 2013. Il y interprète le Capitaine John Erickson, chef d'une équipe d'élite composée de pompiers et de garde-côtes. Chaque épisode raconte l'histoire d'un sauvetage.
En 2014, il produit Skin Trade en Thaïlande, un projet personnel de longue date qu'il a co-écrit autour du trafic humain. Tony Jaa, Ron Perlman, Michael Jai White complètent la distribution.
En 2016, Dolph Lungdren joue le premier rôle d'Un flic à la maternelle 2, qui, sorti directement en DVD et streaming, est un succès.
2018 est une année importante pour l'acteur. Il retrouve tout d'abord Jean-Claude Van Damme dans Black Water, puis Sylvester Stallone et son rôle d'Ivan Drago dans Creed 2, un gros succès au box-office. Il interprète également le roi Nereus dans le blockbuster Aquaman. Recevant de bonnes critiques pour ses effets spéciaux et ses acteurs, il est également un gros succès du box-office mondial : c'est l'adaptation d'une publication de DC Comics la plus lucrative, surpassant The Dark Knight Rises (2012). Il est également le 5e meilleur film de l'année 2018 au box-office.
Tourné en 2017, le film familial Un Quartier Totalement Wouf! (Pups Alone), distribué par Haim Saban, dont il est l’une des stars avec Eric Roberts, Jerry O'Connell, Jennifer Love Hewitt, Rob Schneider, Danny Trejo et Malcolm McDowell, est paru en 2021 aux Etats-Unis, sort en 2023 en France sur Amazon Prime.
Il revient derrière la caméra en tant que réalisateur avec Piège de métal (Castle Falls), tourné en 2020 et sorti en 2021 (2022 en France), et Wanted Man tourné en 2022 et sorti aux Etats-Unis début 2024.

### Vie privée
Lundgren fut en couple avec Grace Jones dans les années 80. 
Il s'est marié à Stockholm en 1994 avec la styliste suédoise Anette Qviberg. Ensemble ils ont eu deux filles : Ida et Greta. Ils ont demandé le divorce en mars 2011. En 2023, il s'est remarié avec Emma Krokdal.
Enfants
- Ida Sigrid Lundgren (29 avril 1996)
- Greta Eveline Lundgren (30 novembre 2001)

### Problèmes de santé
Le 11 mai 2023, il annonce souffrir d'un cancer depuis plus de 8 ans. En 2015, on lui a retiré une tumeur au rein. Mais après, est apparue une nouvelle tumeur au foie qui est allée jusqu'à atteindre les poumons et 
l'estomac. Il annonce ensuite que son cancer a diminué de plus de 90 % et qu'il serait sur la bonne voie pour guérir.

## Filmographie

### En tant qu’acteur

#### Films

##### Années 1980
- 1985 : Dangereusement vôtre (A View To A Kill) de John Glen : Venz, l'agent du KGB du Général Gogol
- 1985 : Rocky 4 (Rocky IV) de Sylvester Stallone : Ivan Drago
- 1987 : Les Maîtres de l'univers (Masters Of The Universe) de Gary Goddard : Musclor
- 1988 : Le Scorpion rouge (Red Scorpion) de Joseph Zito : Nikolai Rachenko
- 1989 : Punisher (The Punisher) de Mark Goldblatt : Frank Castle / Le Punisher

##### Années 1990
- 1990 : Dark Angel de Craig R. Baxley : Jack Caine
- 1991 : Envoyé Spécial (Cover-Up) de Manny Coto : Mike Anderson
- 1991 : Dans les griffes du Dragon rouge (Showdown in Little Tokyo) de Mark L. Lester : Chris Kenner
- 1992 : Universal Soldier de Roland Emmerich : Andrew Scott/GR13
- 1993 : Au-dessus de la loi (Joshua Tree) de Vic Armstrong : Wellman Santee
- 1994 : Pentathlon de Bruce Malmuth : Eric Brogar
- 1994 : L'Homme de guerre (Men of War) de Perry Lang : Nick Gunar
- 1995 : Johnny Mnemonic de Robert Longo : Le Prêcheur (Karl Honig)
- 1995 : The Shooter de Ted Kotcheff : Michael Dane
- 1996 : Tireur en péril alias Assassin Warrior (Silent Trigger) de Russell Mulcahy : le tireur
- 1997 : État d'urgence (The Peacekeeper) de Frédéric Forestier : Frank Cross
- 1998 : Le Dernier Templier (The Minion) de Jean-Marc Piché : Lukas
- 1998 : Les Démineurs (Sweepers) de Keoni Waxman : Christian Erickson
- 1998 : Blackjack de John Woo : Jack Devlin
- 1999 : Le Dernier des Dragons (Bridge of Dragons) d'Isaac Florentine : Warchild
- 1999 : Storm Catcher de Anthony Hickox : Jack Holloway
- 1999 : Jill the Killer (Jill Rips) d'Anthony Hickox : Matt Sorenson

##### Années 2000
- 2000 : The Last Patrol de Sheldon Lettich : Nick Preston
- 2000 : Agent destructeur (Agent Red) de Damian Lee : Matt Hendricks
- 2001 : Témoins en sursis (Hidden Agenda) de Marc S. Grenier : Jason Price
- 2003 : Detention de Sidney J. Furie : Sam Decker
- 2004 : Direct Action de Sidney J. Furie : Frank Gannon
- 2004 : Retrograde de Christopher Kulikowski : John Foster
- 2004 : La Sentinelle (The Defender) de Dolph Lundgren : Lance Rockford
- 2005 : The Mechanik de Dolph Lundgren : Nikolai Cherenko
- 2006 : L'Enquête sacrée (The Inquiry) de Giulio Base : Brixos
- 2007 : Diamond Dogs de Dolph Lundgren et Shimon Dotan : Xander Ronson
- 2007 : Missionary Man de Dolph Lundgren : Ryder
- 2008 : Direct Contact de Danny Lerner : Mike Riggins
- 2009 : Commando d'Élite (Command Performance) de Dolph Lundgren : Joe
- 2009 : Universal Soldier : Régénération (Universal Soldier: Regeneration) de John Hyams : Andrew Scott

##### Années 2010
- 2010 : Icarus de Dolph Lundgren : Edward Genn / Icarus
- 2010 : Expendables : Unité spéciale (The Expendables) de Sylvester Stallone : Gunnar Jensen
- 2011 : King Rising 2 : Les Deux Mondes (In The Name Of The King: Two Worlds) de Uwe Boll : Granger
- 2012 : Small Apartments de Jonas Åkerlund : Dr Sage Mennox
- 2012 : Piégés (Stash House) d'Eduardo Rodriguez : Andy Spector
- 2012 : Universal Soldier : Le Jour du jugement (Universal Soldier: Day of Reckoning) de John Hyams : Andrew Scott
- 2012 : Shoot the Killer (One In The Chamber) de William Kaufman : Aleksey Andreev
- 2012 : Expendables 2 : Unité spéciale (The Expendables 2) de Simon West : Gunnar Jensen
- 2012 : The Package ou (Killers Game, titre DVD) de Jesse V. Johnson : l'allemand
- 2013 : La Crypte du dragon (Legendary) d'Eric Styles : Harker
- 2013 : Le Dernier Soldat (Battle of the Damned) de Christopher Hatton : Max Gatling
- 2013 : Hard Rush (Ambushed) de Giorgio Serafini : Maxwell
- 2013 : Blood of Redemption de Giorgio Serafini et Shawn Sourgose : Axel « le Suédois »
- 2014 : Justice de Giorgio Serafini et James Coyne : Hollis
- 2014 : Expendables 3 de Patrick Hughes : Gunnar Jensen
- 2015 : Skin Trade d'Ekachai Uekrongtham : Nick Cassidy
- 2015 : Malchishnik de Maxim Boev : Mari de Natasha
- 2015 : Act of Honor (War Pigs) de Ryan Little : Capitaine Hans Picault
- 2015 : Shark Lake de Jerry Dugan : Clint Gray
- 2015 : 4Got10 de Timothy Woodward Jr : Bob Rooker
- 2015 : Riot : Enfermé pour tuer (Prison Riot) de John Lyde : William
- 2016 : Ave, César ! (Hail, Caesar!) de Joel et Ethan Coen : le commandant du sous-marin soviétique (non crédité)
- 2016 : Un flic à la maternelle 2 (Kindergarten Cop 2) de Don Michael Paul : Reed
- 2016 : Female Fight Club de Miguel A. Ferrer : Sam Holt
- 2016 : Larceny de R. Ellis Frazier : Jack
- 2016 : Don't Kill It de Mike Mendez : Jebediah Woodley
- 2017 : Welcome to Willits de Trevor Ryan : Derek
- 2017 : Altitude d'Alex Merkin : Matthew Sharpe
- 2017 : Dead Trigger (en) de Mike Cuff et Scott Windhauser : Kyle Walker
- 2018 : Black Water de Pasha Patriki : Marco
- 2018 : Aquaman de James Wan : Nereus
- 2018 : The Tracker de Giorgio Serafini : Aiden Hakansson
- 2018 : Creed 2 de Steven Caple Jr. : Ivan Drago
- 2019 : Hard Night Falling de Giorgio Bruno : Michael Anderson
- 2019 : Acceleration de Michael Merino et Daniel Zirilli : Vladik

##### Années 2020
- 2021 : Un quartier totalement wouf (Pups Alone) d'Alex Merkin : Victor Von Manure
- 2021 : Piège de métal (Castle Falls) de Dolph Lundgren : Richard Erickson
- 2022 : Les Minions 2: Il était une fois Gru (Minions: The Rise of Gru) de Kyle Balda, Brad Ableson, Jonathan del Val : Svengeance (voix)
- 2022 : Operation Seawolf de Steven Luke : Capitaine Hans Kessler
- 2022 : Come Out Fighting de Steven Luke : Chase Anderson
- 2022 : Section 8 de Christian Sesma : Tom Mason
- 2023 : Pris pour cible (The Best Man) de Shane Dax Taylor : Anders
- 2023 : Showdown at the Grand d'Orson Oblowitz : Claude Luc Hallyday
- 2023 : Expendables 4 (The Expendables 4) de Scott Waugh : Gunnar Jensen
- 2023 : Aquaman et le Royaume perdu (Aquaman and the Lost Kingdom) de James Wan : le roi Nereus
- 2024 : Wanted Man de Dolph Lundgren : Travis Johansen
- 2024 : Hellfire d'Isaac Florentine : Wiley

#### Téléfilms
- 1998 : Blackjack de John Woo : Jack Devlin (pilote)
- 2017 : Sharknado 5: Global Swarming d'Anthony C. Ferrante : Gil, adulte
- 2017 : Pharmacy Road de Jake Szymanski : Gustav Ditters

#### Séries télévisées
- 2010 : Melodifestivalen : présentateur (2 épisodes)
- 2010 : Chuck : Marko (saison 4, épisode 1)
- 2013 : Race to the Scene : présentateur (8 épisodes)
- 2013 : SAF3 : John Erickson (13 épisodes)
- 2015 : Workaholics : Dolph Lundgren (saison 5, épisode 8)
- 2015 : Sanjay and Craig : Dolph Lundgren (voix) (saison 3, épisode 9)
- 2016-2017 : Arrow : Konstantin Kovar (saison 5, 10 épisodes)
- 2023 : The Witcher spin-off

#### Clips
- 1992 : Bodycount : Body Count's in the House
- 2006 : Irson Kudikova : Kosmosa
- 2008 : Collectif : Give a Little Bit (pour MQ et la Croix Rouge suédoise)
- 2009 : D2 : Breakdown
- 2011 : Collectif : Let It Be (émission norvégienne Gylne Tider)
- 2017 : Imagine Dragons : Believer

### En tant que réalisateur
- 2004 : La Sentinelle (The Defender)
- 2005 : The Mechanik
- 2007 : Diamond Dogs (non crédité)
- 2007 : Missionary Man
- 2009 : Commando d'Élite (Command Performance)
- 2010 : Icarus
- 2021 : Piège de métal (Castle Falls)
- 2024 : Wanted Man

## À noter
- Il parle couramment suédois, anglais, espagnol, avec aussi un peu d'allemand, de français, de japonais et de russe.
- Il s'est auto-parodié avec Les Nuls lors de la sortie de Punisher dans une fausse bande-annonce intitulée Pleurnisher.
- Il a eu une « fausse » altercation avec Jean-Claude Van Damme au Festival de Cannes pour la promotion d'Universal Soldier.
- Il incarne souvent des personnages russes : Dangereusement vôtre, Rocky 4, Le Scorpion rouge, Le Dernier Templier, The Mechanik, Icarus et Arrow.
- Son acteur/réalisateur préféré est Clint Eastwood.
- Il a tourné une publicité pour Volvo Construction Equipment en 2018.
- Son personnage de Universal Soldier, Sgt. Andrew Scott / GR13 est parodié dans le jeu Broforce en tant que boss sous le nom de GR666. Ainsi que son personnage de The Expendables dans le DLC expendabros.
- Dans la série animée Souvenirs de Gravity Falls épisode 9, saison 1 et episode 8 saison 2, deux soldats du futur portent les noms, LOLPH et DUNDGREN, faisant donc référence à l'acteur.

## Voix françaises
En France, Luc Bernard a été la voix régulière de Dolph Lundgren, jusqu'à sa retraite en 2020, mais il reviendra le doubler exceptionnellement dans Expendables 4. Il est désormais doublé régulièrement par Antoine Tomé.
Au Québec, il est principalement doublé par Pierre Auger.